# Samuel von Pufendorf
Samuel von Pufendorf (Dorfchemnitz, 8 gennaio 1632 – Berlino, 26 ottobre 1694) è stato un giurista e filosofo tedesco.

## Biografia
Figlio di un pastore protestante, nel 1650 iniziò gli studi di teologia a Lipsia, nel 1656 a si trasferì a Jena, attratto dalla filosofia.
Nel 1658, su interessamento del fratello, diplomatico, divenne precettore dell'ambasciatore svedese in Danimarca. Lì venne però imprigionato a causa della guerra in corso tra danesi e svedesi, e, durante la sua reclusione, scrisse gli Elementorum Jurisprudentiæ Universalis Libri Duo in cui, attratto dalla filosofia politica, espose alcune sue riflessioni circa le tesi di Ugo Grozio e Thomas Hobbes. Venne convinto da alcuni suoi estimatori a pubblicare il lavoro nel 1660. L'anno successivo, sulla scia del clamore suscitato dall'opera, fu invitato a tenere la prima cattedra di "diritto naturale e delle genti" a Heidelberg. Per la prima volta questa divenne una disciplina autonoma rispetto alla filosofia morale e alla teologia naturale.
Con lo pseudonimo di "Severino di Monzambano" pubblicò nel 1667 il De Statu Imperii Germanici Liber Unus, in cui sostenne che:
A causa del clamore suscitato anche da quest'opera, ritenne opportuno accettare la cattedra di diritto naturale all'Università di Lund. A questa, come ad altre opere del giurista sassone, risponderà polemicamente Gottfried Wilhelm von Leibniz (che definirà il Pufendorf come un «uomo poco giurista e per nulla filosofo»), tra i maggiori critici di Pufendorf, in diversi scritti e opuscoli, in particolare nel De Jure Suprematus ac Legationis Principum Germaniæ (1677; sotto lo pseudonimo di Cesarino Fürstenerio), e nel In Severinum de Monzabano (1668 - 1672).  
In questi anni prese forma il suo capolavoro De iure naturae et gentium (libri octo), dove discute e rielabora le tematiche giusnaturalistiche. L'anno dopo scrisse il compendio De Officio Hominis et Civis juxta Legem Naturalem Libri Duo; quest'opera avrà successo nell'intera Europa per tutto il secolo seguente, e fu utilizzata come manuale nelle facoltà di diritto delle università.
Costretto a lasciare la città di Lund nel 1676 a causa delle lunghe discussioni teologico-giuridiche che attaccavano i suoi scritti, a Stoccolma ricoprì la carica di storiografo del re, Segretario di Stato e Consigliere Segreto, il che gli permise di mettere in pratica le sue nozioni giuridiche in politica estera.
Grazie a queste posizioni viaggiò moltissimo attraverso l'Europa e scrisse nel 1687 il De Habitu Religionis Cristianæ ad Vitam Civilem, in cui sostenne che la religione cristiana, se intesa nel modo corretto, fosse la religione più adatta a rafforzare l'attività dello Stato.
Nel 1694 morì a Berlino.
Teorie rilevanti del suo pensiero sono:
- riduzione del diritto ad unità concettuale: si tratta di una teoria più soggettivistica del diritto, ossia diritto come comando scaturente dalla ragione dell'uomo in quanto tale e non oggettivistica, nel senso di un diritto che sorge dalla natura delle cose. Per Pufendorf il diritto è un comando che un superiore emette nei confronti di un subiectus, trattasi di Dio nel caso della legge di natura o del Re, nel caso della legge positiva. La sanzione è ciò che rende il comando dell'autorità efficace, la sanzione serve a discriminare le zone di diritto, dalle zone non disciplinate dal diritto, quelle zone, cioè, costituite da un'isola di libertà che consta di azioni non esplicitamente vietate. (teoria volontaristica e non naturalistica del diritto)

- separazione tra giurisprudenza e teologia morale: le distinzioni fra legge morale e diritto attengono a tre diversi profili. Sotto il profilo della conoscenza, il diritto è conoscibile mediante ragione, il diritto divino invece mediante rivelazione. Sotto il profilo del fine, il diritto ha come fine la vita terrena, quello divino riguarda la vita ultraterrena. Infine da un punto di vista dell'oggetto, il diritto riguarda le azioni esterne, la legge morale invece le azioni interne. Si perviene così a una laicizzazione del diritto verso la libertà di coscienza e di religione, distinguendo l'ambito religioso da quello giuridico. Si pone inoltre indirettamente al legislatore un limite per gli ambiti da disciplinare, dovranno perciò essere esclusi quegli ambiti che si riferiscono alle azioni interne o comunque quelle azioni che non si riverberano su atti esterni.

- dottrina penalistica: Pufendorf si riallaccia a Hobbes, nel dire che la pena è un patimento comminato a causa di un male inflitto. Le venature utilitariste e non proporzionaliste determinano nel suo pensiero il ritenere che la pena deve superare il vantaggio ottenuto dal male commesso, deve essere stabilita dal sovrano con legge precedente il fatto (nullum crimen sine lege et nulla poena sine lege) e resa nota e infine il giudice può arbitrariamente determinare qualità e quantità della pena, secondo le esigenze particolari di esemplarità della punizione o altre esigenze politiche.

## Opere principali

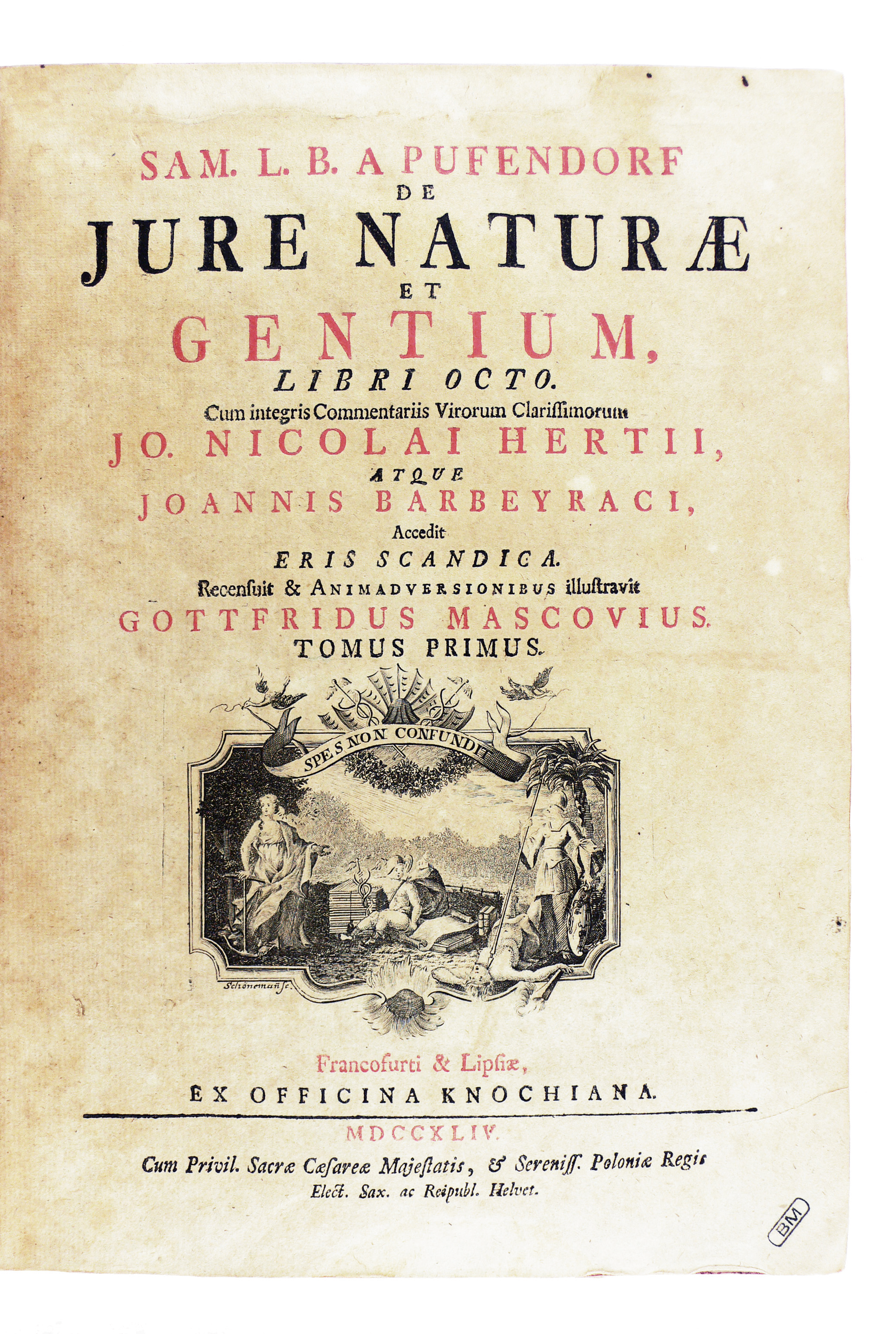
De jure naturae et gentium, 1744 (Milano, Fondazione Mansutti).

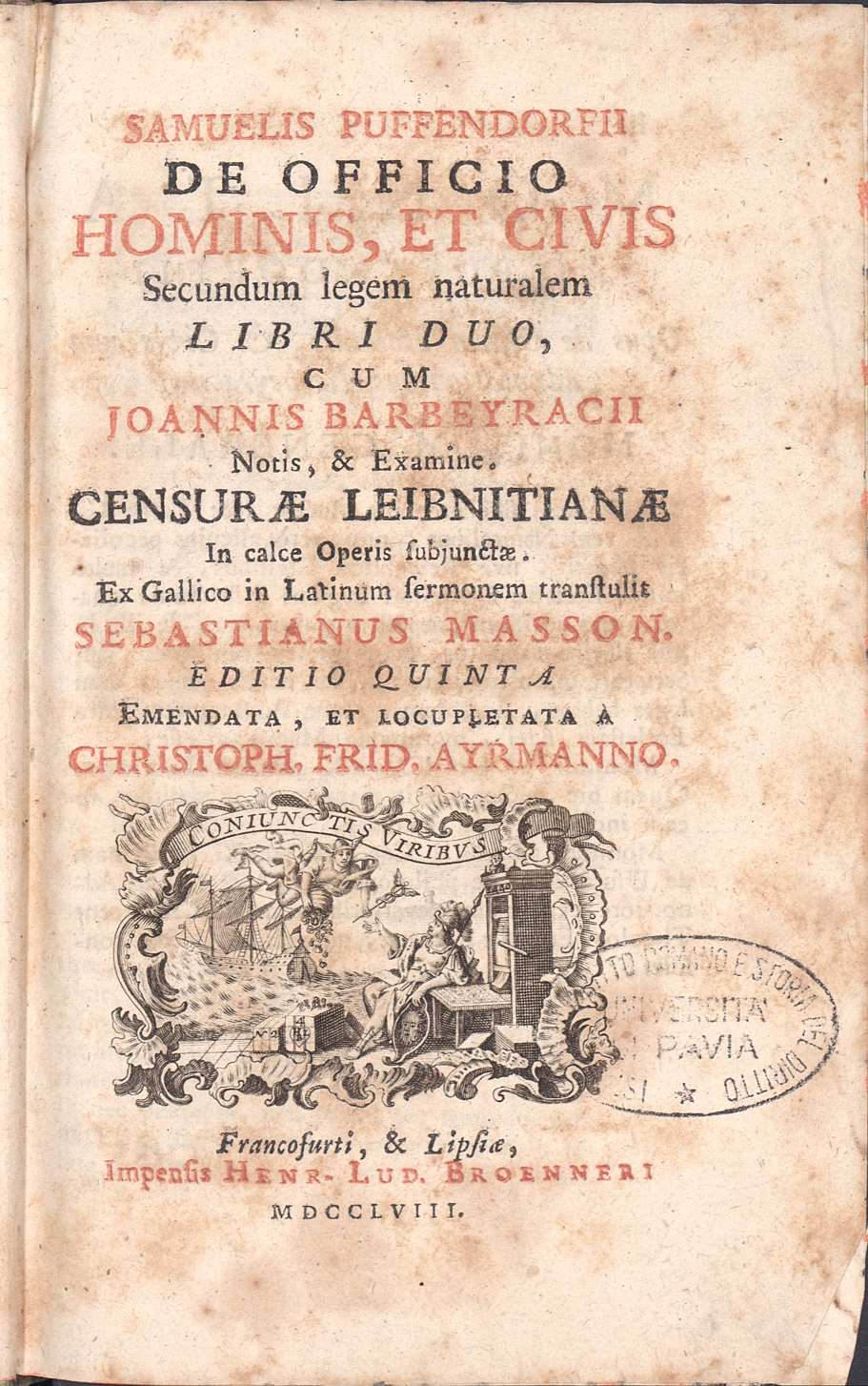
De officio hominis et civis juxta legem naturalem, 1758

- De iure naturae et gentium (libri octo) (1672)
  - Traduzione parziale: libro primo, a cura di F. Palladini e F. Todescan, introduzione di N. Bobbio [1943], CEDAM, Padova 2016, ISBN 881335861X; libro secondo, CEDAM, Padova 2018, ISBN 9788813365363.
- De officio hominis et civis juxta legem naturalem libri duo, Londini Scanorum (Lund), V. Haberegger, 1673 
  - (LA) De officio hominis et civis juxta legem naturalem libri duo, Frankfurt am Main-Leipzig, Heinrich Ludwig Brönner, 1758.
- De statu imperii germanici ad Laelium fratrem, dominum Trezolani, liber unus, 1667 (pubblicato con lo pseudonimo "Severini de Monzambano Veronensis")
- Elementorum Iurisprudentiae Universalis Libri Duo, 1660
- Einleitung zu der Historie der vornehmsten Reiche und Staaten, so itziger Zeit in Europa sich befinden, 1684
- Commentariorum De Rebus Suecicis ab Expeditione Gustavi Adolphi in Germaniam ad Abdicationem usque Christinae, 1686
- Über die Natur und Eigenschaft der christlichen Religion und Kirche in Ansehung des bürgerlichen Lebens und Staats, 1687
- De Rebus Gestis Friderici Wilhelmi Magni Electoris Brandenburgici Commentariorum Libri Novendecim, postumo, 1695
- Sieben Bücher von denen Thaten Carl Gustavs Königs in Schweden: Mit vortrefflichen Kupffern ausgezieret und mit nöthigen Registern versehen..., postumo, 1697